# Рендсбург-Екернферде
Рендсбург-Екернферде (нім. Rendsburg-Eckernförde) — район у Німеччині, у складі федеральної землі Шлезвіг-Гольштейн. Адміністративний центр — місто Рендсбург.

## Населення
Населення району становить 274 765 осіб (станом на 31 грудня 2020).

## Адміністративний поділ
Район складається з трьох самостійних міст, трьох самостійних громад, а також 159 громад (нім. Gemeinden), об'єднаних у 14 об'єднань громад (нім. Ämter).
Дані про населення наведені станом на 31 грудня 2020. Зірочками (*) позначені центри об'єднань громад.
| Вільні міста/громади:                                    | Вільні міста/громади:                             |                                                       |
| -------------------------------------------------------- | ------------------------------------------------- | ----------------------------------------------------- |
| - 1. Альтенгольц (10021) - 2. Бюдельсдорф, місто (10466) | - 3. Васбек (2328) - 4. Екернферде, місто (21637) | - 5. Кронсгаген (11927) - 6. Рендсбург, місто (28705) |

Об'єднання громад:
| - 1. Ахтервер (11508) 1. Ахтервер* (1043) 2. Бреденбек (1518) 3. Вестензе (1543) 4. Кварнбек (1777) 5. Круммвіш (674) 6. Мельсдорф (1878) 7. Оттендорф (968) 8. Фельде (2107) - 2. Бордесгольм (14657) 1. Біссе (165) 2. Бордесгольм* (7766) 3. Брюгге (1120) 4. Ваттенбек (2898) 5. Гоффельд (165) 6. Грефенкруг (211) 7. Грос-Бухвальд (353) 8. Зерен (191) 9. Лоп (195) 10. Мюброк (552) 11. Негенгаррі (371) 12. Ресдорф (162) 13. Шмальштеде (298) 14. Шенбек (210) - 3. Денішенгаген (9090) 1. Денішенгаген* (3846) 2. Нер (893) 3. Шведенек (2836) 4. Штранде (1515) - 4. Денішер-Вольд (17086) 1. Гетторф* (7591) 2. Ліндау (1359) 3. Нойвіттенбек (1117) 4. Нойдорф-Борнштайн (1096) 5. Осдорф (2507) 6. Тюттендорф (1233) 7. Фельм (1185) 8. Шинкель (998) - 5. Айдерканаль (12915) 1. Бофенау (1093) 2. Гасмор (263) 3. Остенфельд (600) 4. Остерренфельд* (5117) 5. Раде-бай-Рендсбург (211) 6. Шахт-Аудорф (4887) 7. Шюльдорф (744) - 6. Флінтбек (7991) 1. Бенгузен (300) 2. Техельсдорф (148) 3. Флінтбек* (7240) 4. Шенгорст (303) - 7. Фокбек (10959) 1. Альт-Дуфенштедт (1889) 2. Нюббель (1588) 3. Рікерт (1042) 4. Фокбек* (6440) - 8. Гонер-Гарде (8636) 1. Баргсталь (151) 2. Брайгольц (1384) 3. Ельсдорф-Вестермюлен (1582) 4. Зофінгамм (297) 5. Крістіансгольм (233) 6. Гамдорф (1308) 7. Гон* (2419) 8. Кенігсгюгель (178) 9. Лое-Ферден (455) 10. Прінценмор (159) 11. Фрідріхсгольм (422) 12. Фрідріхсграбен (48) | - 9. Гюттенер-Берге (14914) 1. Алефельд-Бістензе (497) 2. Ашеффель (1003) 3. Боргштедт (1706) 4. Брекендорф (991) 5. Бюнсдорф (621) 6. Габі (574) 7. Гольтзе (1268) 8. Гольцбунге (363) 9. Грос-Віттензе* (1317) 10. Гюттен (217) 11. Дамендорф (438) 12. Зеештедт (840) 13. Кляйн-Віттензе (227) 14. Ной-Дуфенштедт (122) 15. Овшлаг (3685) 16. Остербі (1045) - 10. Єфенштедт (11558) 1. Бріньяе (105) 2. Вестерренфельд (5014) 3. Гаале (503) 4. Гамведдель (458) 5. Герстен (55) 6. Ембюрен (194) 7. Єфенштедт* (3356) 8. Лунштедт (401) 9. Штафштедт (369) 10. Шюльп-бай-Рендсбург (1103) - 11. Міттельгольштайн 1. Арпсдорф (270) 2. Аукруг (3854) 3. Бельдорф (272) 4. Бендорф (428) 5. Берінгштедт (756) 6. Борнгольт (178) 7. Вапельфельд (314) 8. Гайнкенборстель (137) 9. Ганерау-Гадемаршен (3012) 10. Гоенвештедт* (5378) 11. Гокельс (545) 12. Грауель (260) 13. Ендорф (609) 14. Зефельд (345) 15. Лютьєнвештедт (538) 16. Мерель (243) 17. Мецен (351) 18. Нінборстель (580) 19. Ніндорф (626) 20. Ольденбюттель (251) 21. Остерштедт (644) 22. Паденштедт (1685) 23. Раде-бай-Гоенвештедт (96) 24. Реммельс (421) 25. Таден (236) 26. Такесдорф (68) 27. Таппендорф (332) 28. Тоденбюттель (1032) 29. Штенфельд (344) 30. Ярсдорф (224) - 12. Мольфзе (8804) 1. Блументаль (683) 2. Мількендорф (1373) 3. Мольфзе* (5068) 4. Роденбек (473) 5. Румор (855) 6. Ширензе (352) | - 13. Норторфер-Ланд (18581) 1. Айзендорф (283) 2. Баргштедт (724) 3. Бокель (594) 4. Боргдорф-Зедорф (489) 5. Браммер (347) 6. Вардер (685) 7. Гнуц (1182) 8. Грос-Фольштедт (978) 9. Детген (577) 10. Еллердорф (474) 11. Емкендорф (1355) 12. Крогаспе (429) 13. Лангведель (1552) 14. Норторф (місто) * (6912) 15. Ольденгюттен (157) 16. Тіммаспе (1060) 17. Шюльп-бай-Норторф (783) - 14. Шляй-Остзе (18953) [Центр: Екернферде] 1. Альтенгоф (316) 2. Баркельсбі (1561) 3. Бродерсбі (690) 4. Ваабс (1424) 5. Віндебі (1008) 6. Віннемарк (507) 7. Дамп (1488) 8. Дерпгоф (724) 9. Гаммельбі (523) 10. Гозефельд (731) 11. Гольцдорф (835) 12. Гуммельфельд (278) 13. Гюбі (752) 14. Карбі (550) 15. Козель (1422) 16. Лозе (832) 17. Різебі (2784) 18. Тумбі (374) 19. Флекебі (2154) |